# Machimus aurimystax
Machimus aurimystax är en tvåvingeart som först beskrevs av Stanley Willard Bromley 1928.  Machimus aurimystax ingår i släktet Machimus och familjen rovflugor. Inga underarter finns listade i Catalogue of Life.